# Park Drive 600
Das Park Drive 600 war ein Einladungsturnier der Snooker-Saison 1970/71. Es wurde am 28. und 29. April 1971 im St. Philips Social Club in der englischen Stadt Sheffield ausgetragen. Im Finale besiegte Ray Reardon seinen langjährigen Konkurrenten John Spencer mit 4:0. Reardon spielte das einzige Century Break als 127er-Break  im Finale.
Das Turnier wurde von Park Drive gesponsert, es gab aber kein Preisgeld.

## Turnierverlauf
Es nahmen sechs Spieler am Turnier, das per K.-o.-System entschieden wurde. Die beiden besten Spieler jener Zeit, Ray Reardon und John Spencer, waren direkt für das Halbfinale gesetzt, die übrigen vier Teilnehmer starteten in der ersten Runde. Die Spiele der ersten beiden Runden gingen über jeweils drei Frames, das Endspiel wurde im Modus Best of 7 Frames entschieden.
| Erste Runde 3 Frames | Erste Runde 3 Frames |   |  | Halbfinale 3 Frames | Halbfinale 3 Frames |  |             | Finale Best of 7 Frames | Finale Best of 7 Frames |
|                      |                      |   |  |                     |                     |  |             |                         |                         |
| Rex Williams         | 2                    |   |  | Ray Reardon         | 2                   |  |             |                         |                         |
| Fred Davis           | 1                    |   |  | Rex Williams        | 1                   |  |             |                         |                         |
|                      |                      |   |  |                     |                     |  | Ray Reardon | 4                       |                         |
|                      | John Spencer         | 0 |  |                     |                     |  |             |                         |                         |
| John Pulman          | 2                    |   |  | John Spencer        | 3                   |  |             |                         |                         |
| Jackie Rea           | 1                    |   |  | John Pulman         | 0                   |  |             |                         |                         |

### Finale
Reardon prägte das Finale und gewann es per whitewash.
| Finale: Best of 7 Frames St Philips Social Club, Sheffield, England, 29. April 1971 |                |              |
| Ray Reardon                                                                         | 4:0            | John Spencer |
| 55:25, 127:0 (127), 76:26 (61), 80:35                                               |                |              |
| 127                                                                                 | Höchstes Break | –            |
| 1                                                                                   | Century-Breaks | –            |
| 2                                                                                   | 50+-Breaks     | –            |